# Tipula melanderiana
Tipula melanderiana är en tvåvingeart som beskrevs av Alexander 1965. Tipula melanderiana ingår i släktet Tipula och familjen storharkrankar. Inga underarter finns listade i Catalogue of Life.